# Tom Lawlor
Thomas Joseph Lawlor é um lutador de Artes marciais mistas Americano, atualmente ele compete no Ultimate Fighting Championship na categoria dos médios. Ele também participou do The Ultimate Fighter: Team Nogueira vs. Team Mir.

## Carreira no MMA

### The Ultimate Fighter
Lawlor participou da oitava temporada do The Ultimate Fighter. Na luta preliminar enfrentou Ryan Lopez e venceu por finalização e garantiu a vaga na casa. Ele foi escolhido para o time Mir.
Na primeira luta do programa Lawlor foi programado para enfrentar Ryan Bader, Lawlor perdeu por Nocaute no primeiro round.

### Ultimate Fighting Championship
sua estréia no evento foi nas finais do The Ultimate Fighter: Team Nogueira vs. Team Mir contra Kyle Kingsbury, Lawlor venceu por Decisão Unânime.
Sua estréia no Peso Médio foi contra CB Dollaway no UFC 100 e Lawlor botou Dollaway para dormir com uma guilhotina no primeiro round. Sua performance rendeu o prêmio de Finalização da Noite.
Lawlor enfrentou Aaron Simpson em 10 de Janeiro de 2010 no UFC Fight Night 20. Lawlor mostrou todas suas habilidades no primeiro round, mas perdeu por uma controversa decisão dividida.
Lawlor foi programado para enfrentar em 8 de Maio de 2010 no UFC 113, porém Credur foi retirado do card alegando uma lesão, e foi substituído por Joe Derksen. Lawlor perdeu por Finalização.
Lawlor venceu Patrick Côté em 23 de Outubro de 2010 no UFC 121, em sua performance apresentou grandes habilidades em seu Wrestling e Jiu-jitsu com cinco derrubadas bem sucedidas e ameaçando com finalizações (quase finalizando Cote com um triângulo de braço) e mostrando superioridade na luta, facilmente conseguindo uma fácil vitória por Decisão Unânime.
Lawlor era esperado para enfrentar Maquiel Falcão em 27 de Agosto de 2011 no UFC 134, porém Falcão foi retirado do evento em 11 de Maio. Lawlor era esperado para continuar no card, porém ele aceitou uma luta contra Kyle Noke no UFC on Versus 5 em 14 de Agosto de 2011, porém Lawlor foi retirado da luta no começo de Julho.
Lawlor perdeu por Finalização para Chris Weidman no UFC 139 em 19 de Novembro de 2011.
Lawlor venceu Jason MacDonald por Nocaute no primeiro round no UFC on Fuel TV: Korean Zombie vs. Poirier. Seu desempenho rendeu o prêmio de Nocaute da Noite.
Lawlor enfrentou Francis Carmont em 17 de Novembro de 2012 no UFC 154. Lawlor perdeu por Decisão Dividida.
Lawlor enfrentou Michael Kuiper em 6 de Abril de 2013 no UFC on Fuel TV: Mousasi vs. Latifi. Lawlor venceu por Finalização no segundo round.
Após um ano longe do octagon, Lawlor enfrentaria Ilir Latifi em 19 de Julho de 2014 no UFC Fight Night: McGregor vs. Miller, mas uma lesão o tirou da luta.
Lawlor retornou ao octagon após mais um ano afastado, e enfrentou Gian Villante em 25 de Julho de 2015 no UFC on Fox: Dillashaw vs. Barão II. Ele venceu a luta por nocaute técnico no segundo round.

## Cartel no MMA
| Cartel no MMA       |             |            |
| 18 lutas            | 10 vitórias | 7 derrotas |
| Por nocaute         | 4           | 0          |
| Por finalização     | 4           | 2          |
| Por decisão         | 2           | 4          |
| Por desqualificação | 0           | 1          |
| No contest          | 1           | 1          |

| Res.    | Cartel   | Oponente           | Método                                      | Evento                                     | Data       | Round | Tempo | Local                     | Notas                                       |
| ------- | -------- | ------------------ | ------------------------------------------- | ------------------------------------------ | ---------- | ----- | ----- | ------------------------- | ------------------------------------------- |
| Derrota | 10–7 (1) | Deron Winn         | Decisão (unânime)                           | Golden Boy Promotions: Liddell vs. Ortiz 3 | 24/11/2018 | 3     | 5:00  | Inglewood, California     |                                             |
| Derrota | 10-6 (1) | Corey Anderson     | Decisão (unânime)                           | UFC 196: McGregor vs. Diaz                 | 05/03/2016 | 3     | 5:00  | Las Vegas, Nevada         |                                             |
| Vitória | 10-5 (1) | Gian Villante      | Nocaute Técnico (soco)                      | UFC on Fox: Dillashaw vs. Barão II         | 25/07/2015 | 2     | 0:27  | Chicago, Illinois         | Performance da Noite.                       |
| Vitória | 9-5 (1)  | Michael Kuiper     | Finalização (guilhotina)                    | UFC on Fuel TV: Mousasi vs. Latifi         | 08/04/2013 | 2     | 1:05  | Estocolmo                 |                                             |
| Derrota | 8-5 (1)  | Francis Carmont    | Decisão (Dividida)                          | UFC 154: St. Pierre vs. Condit             | 17/11/2012 | 3     | 5:00  | Montreal, Quebec          |                                             |
| Vitória | 8–4 (1)  | Jason MacDonald    | Nocaute (soco)                              | UFC on Fuel TV: Korean Zombie vs. Poirier  | 15/05/2012 | 1     | 0:50  | Fairfax, Virginia         | Nocaute da Noite                            |
| Derrota | 7–4 (1)  | Chris Weidman      | Finalização Técnica (d'arce choke)          | UFC 139: Shogun vs. Henderson              | 19/11/2011 | 1     | 2:07  | San Jose, California      |                                             |
| Vitória | 7–3 (1)  | Patrick Côté       | Decisão (unânime)                           | UFC 121: Lesnar vs. Velasquez              | 23/10/2010 | 3     | 5:00  | Anaheim, California       |                                             |
| Derrota | 6–3 (1)  | Joe Doerksen       | Finalização (mata leão)                     | UFC 113: Machida vs. Shogun II             | 08/05/2010 | 2     | 2:10  | Montreal, Quebec          |                                             |
| Derrota | 6–2 (1)  | Aaron Simpson      | Decisão (dividida)                          | UFC Fight Night: Maynard vs. Diaz          | 11/01/2010 | 3     | 5:00  | Fairfax, Virginia         | Fight of the Night                          |
| Vitória | 6–1 (1)  | CB Dollaway        | Finalização (guilhotina)                    | UFC 100: Making History                    | 11/07/2009 | 1     | 0:55  | Las Vegas, Nevada         | Finalização da Noite; Estréia nos Médios    |
| Vitória | 5–1 (1)  | Kyle Kingsbury     | Decisão (unânime)                           | The Ultimate Fighter 8 Finale              | 13/12/2008 | 3     | 5:00  | Las Vegas, Nevada         |                                             |
| Vitória | 4–1 (1)  | Travis Bartlett    | Finalização (guilhotina)                    | FFP: Untamed 20                            | 12/04/2008 | 1     | 1:10  | Foxborough, Massachusetts |                                             |
| Derrota | 3–1 (1)  | Shane Primm        | Desqualificação (joelhada ilegal na cabeça) | WFC 6: Battle in the Bay                   | 22/03/2008 | 1     | 0:24  | Tampa, Florida            |                                             |
| Vitória | 3–0 (1)  | Cesar Barros       | Nocaute (socos)                             | FFP: Untamed 15                            | 25/08/2007 | 1     | 0:10  | Mansfield, Massachusetts  |                                             |
| Vitória | 2–0 (1)  | Jason Barlog       | Nocaute Técnico (socos)                     | WFC 3: Turf Wars                           | 07/04/2007 | 1     | 3:59  | Tampa, Florida            |                                             |
| Vitória | 1–0 (1)  | Jonathan Fernandez | Finalização (mata leão)                     | X-treme Fighting Championships             | 03/04/2007 | 1     | 1:20  | Tampa, Florida            |                                             |
| NC      | 0–0 (1)  | Ariel Gandulla     | Sem Resultado                               | Kick Enterprises                           | 10/03/2007 | 1     | N/A   | Fort Myers, Florida       | Os lutadores caíram pela porta do octógono. |